# Tour Saint-Gobain
A Tour Saint-Gobain (Tour M2) felhőkarcoló a párizsi La Défense üzleti központban. Courbevoie önkormányzathoz tartozik.
Itt található a francia Saint-Gobain cég központja. A Parvis de la Défense magassága 167,52 méter, a talajtól pedig 177,95 méter.
Az alapkövet 2017. április 19-én tette le Pierre-André de Chalendar, a Saint-Gobain elnök-vezérigazgatója, Gabriele Galateri di Genola, a Generali elnöke és Xavier Huillard, a Vinci elnök-vezérigazgatója.